# المقاصد (كتاب)
المقاصد هو أحد الكتب الإسلامية المنشورة ضمن سلسلة مجلدات الإمام الشاطبي في كتابه الموفقات. يغطي الكتاب أسس العقيدة الإسلامية، والزكاة، والحج، وبعض نصوص القرآن والسنة، بالإضافة إلى الإجابة عن الأسئلة الشائعة، ويمكن استخدامه كدليل تمهيدي لطلاب العلم الشرعي الإسلام. تحتوي الإصدارات الأحدث على مقالات حول القضايا الحديثة، كما تُرجم الكتاب إلى اللغة الإنجليزية باسم دليل الإسلام Manual of Islam، ويعتبر أحد أسهل الأعمال المترجمة لفهم الإسلام.
مقاصد الشريعة الإسلامية

## روابط خارجية
- كتب كفيجن ، المقاصد